# Dzikowiny
Dzikowiny – wieś w Polsce, w województwie podlaskim, w powiecie wysokomazowieckim, w gminie Klukowo.
Do 2023 miejscowość była częścią wsi Żabiniec.
Administracyjnie Dzikowiny są sołectwem w gminie Klukowo.
W latach 1975–1998 Dzikowiny należały administracyjnie do województwa łomżyńskiego.
Wierni kościoła rzymskokatolickiego należą do parafii Najświętszej Maryi Panny Częstochowskiej w Klukowie.

## Historia
W XIX w. awuls Dzikowiny wchodził w skład dóbr Klukowo. 
Na przełomie XIX i XX wieku dobra klukowskie zostały w większości wyprzedane. Jeden z działów w latach dwudziestych XX wieku należał do Józefa Gerlacha, właściciela Żabieńca. Przed rokiem 1921 część majątku Gerlacha została rozparcelowana. Powstała kolonia o nazwie Dzikowiny. We wrześniu 1921 liczyła 2 domy i 16 mieszkańców.